# Crambus lacteella
Crambus lacteella is een vlinder uit de familie van de grasmotten (Crambidae). De wetenschappelijke naam van deze soort werd in 1922 gepubliceerd door Antonie Johannes Theodorus Janse.
De soort werd door hem verzameld in Zuid-Afrika, en komt voor in tropisch Afrika.